# Halodiplosis aphylla
Halodiplosis aphylla är en tvåvingeart som beskrevs av Fedotova 1992. Halodiplosis aphylla ingår i släktet Halodiplosis och familjen gallmyggor.
Artens utbredningsområde är Kazakstan. Inga underarter finns listade i Catalogue of Life.